# Cubanops andersoni
Cubanops andersoni là một loài nhện trong họ Caponiidae.
Loài này thuộc chi Cubanops. Cubanops andersoni được Sánchez-Ruiz, Platnick en Dupérré miêu tả năm 2010.